# Rude (Slagelse Kommune)
 For alternative betydninger, se Rude. (Se også artikler, som begynder med Rude)
Rude er en landsby på Sydvestsjælland med 289 indbyggere  (2024). Rude er beliggende i Holsteinborg Sogn fem kilometer nord for Bisserup, 12 kilometer øst for Skælskør og 21 kilometer vest for Næstved. Landsbyen tilhører Slagelse Kommune og er beliggende i Region Sjælland.